# Leszek Balcerowicz

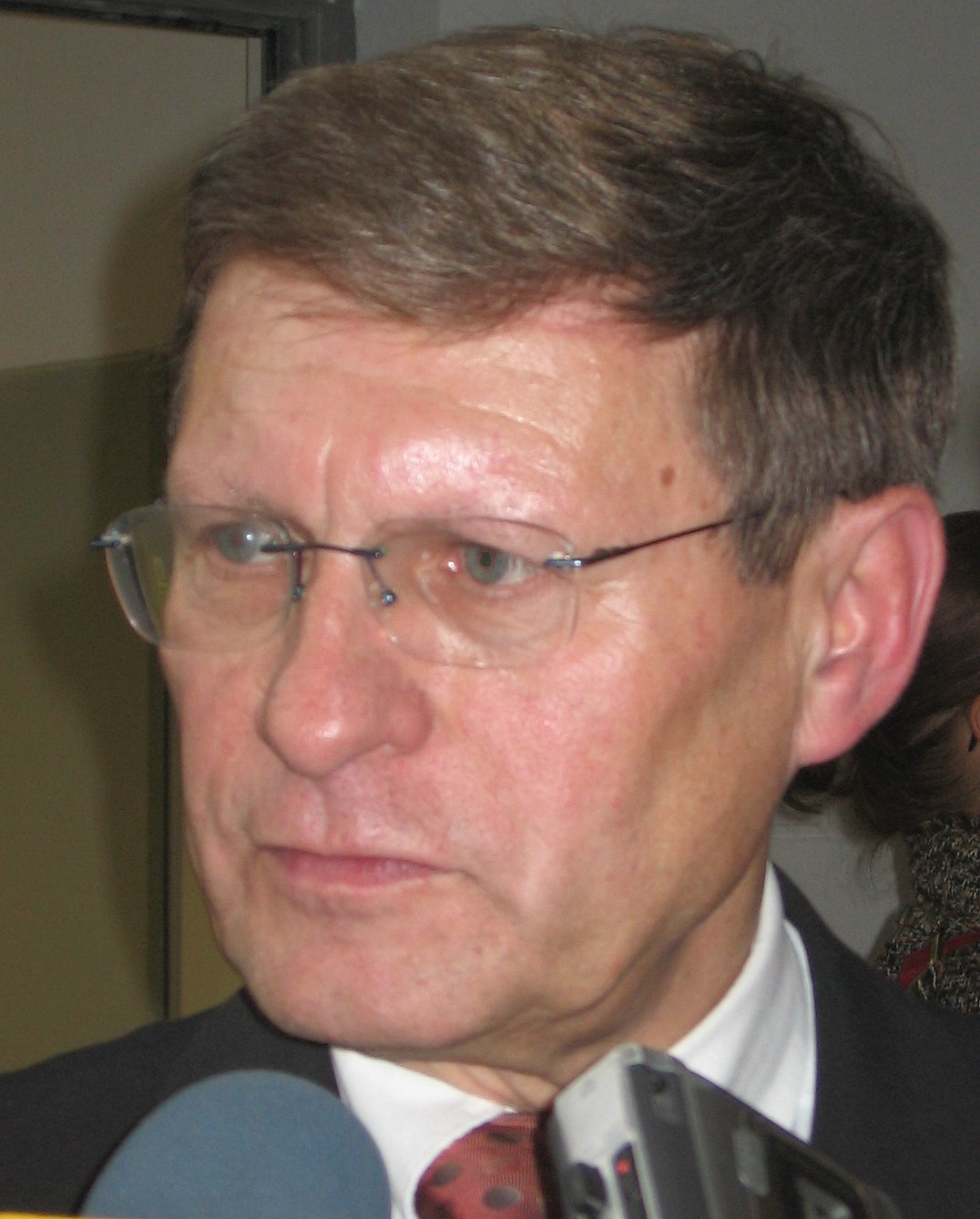
Leszek Balcerowicz

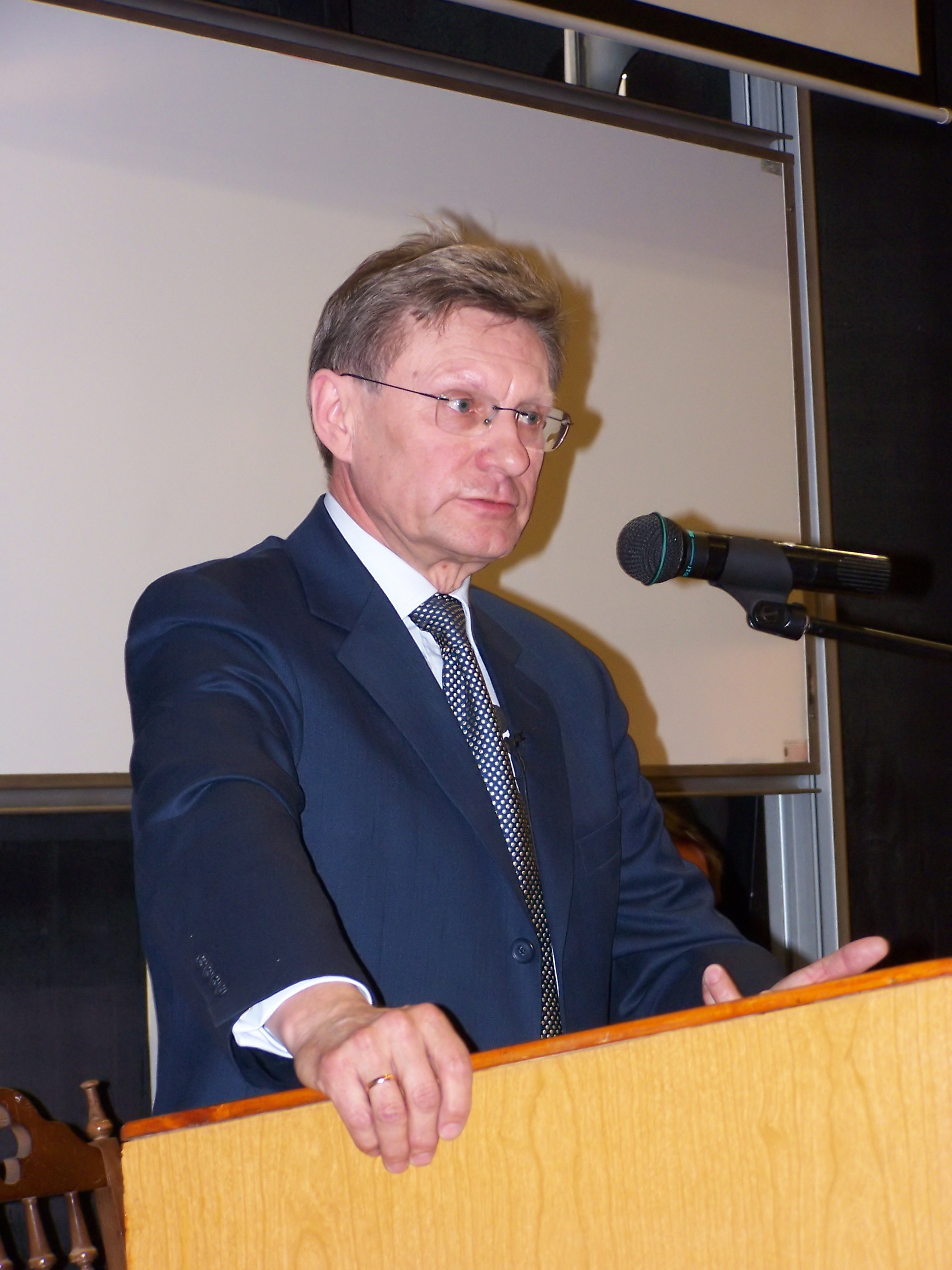
Leszek Balcerowicz

Leszek Henryk Balcerowicz (phát âm:  ['lεʃεk balʦε'rɔviʧ]), sinh ngày 19.1.1947 ở Lipno, là một kinh tế gia Ba Lan, cựu chủ tịch Ngân hàng quốc gia Ba Lan.
Ông nổi tiếng về việc thi hành chương trình biến đổi kinh tế Ba Lan, thường được gọi là liệu pháp gây sốc kinh tế trong thập niên 1990.

## Tiểu sử
Balcerowicz tốt nghiệp hạng ưu Phân khoa Ngoại thương của trường Kế hoạch và Thống kê trung ương Ba Lan ở Warsaw năm 1970 (nay là Trường Kinh tế Warsaw). Năm 1974 Balcerowicz đậu bằng MBA (Thạc sĩ Quản trị Kinh doanh) trường Đại học St. John ở thành phố New York, và năm 1975 đậu bằng tiến sĩ ở Trường Kinh tế Warsaw.
Ông ta đã là đảng viên đảng cộng sản Ba Lan (Đảng Công nhân thống nhất Ba Lan) từ năm 1969 tới khi tuyên bố tình trạng thiết quân luật ở Ba Lan năm 1981. 
Cuối thập niên 1970, ông ta tham gia vào đội cố vấn kinh tế cho thủ tướng nước Cộng hòa Nhân dân Ba Lan. Các năm 1978-1980 ông ta làm việc tại Viện Marxism-Leninism. Sau đó, ông ta trở thành chuyên gia kinh tế trong tổ chức Công đoàn Đoàn kết, và buộc phải rời khỏi đảng Cộng sản.
Từ tháng 9 năm 1989 tới tháng 8 năm 1991 và cũng từ ngày 31.10.1997 tới ngày 8.6.2000 ông ta giữ chức Phó thủ tướng kiêm Bộ trưởng Tài chính Ba Lan. Giữa năm 1995 và năm 2000 ông làm chủ tịch Liên minh Tự do, rồi là đảng viên đảng trung dung (centrist party). Ngày 22.12.2000 ông ta trở thành chủ tịch Ngân hàng quốc gia Ba Lan.
Balcerowicz cũng là người chuyên viết bài bình luận cho tạp chí Wprost, một tạp chí tin tức được ưa chuộng ở Ba Lan.
Ngày 11.11.2005, tổng thống Ba Lan Aleksander Kwaśniewski đã trao tặng cho Balcerowicz Huân chương Đại bàng trắng - huân chương cao quý nhất của Ba Lan - để thưởng cho công lao đóng góp của ông ta vào việc biến đổi kinh tế Ba Lan.
Balcerowicz là thành viên trong "Ủy ban Trao quyền hợp pháp cho người nghèo" (Commission on Legal Empowerment of the Poor), một cơ quan sáng kiến độc lập thuộc Chương trình Phát triển Liên Hợp Quốc (UNDP) và là sáng kiến toàn cầu đầu tiên nhằm tập trung riêng vào mối liên hệ giữa việc loại trừ (exclusion), sự nghèo khó và luật pháp. Ông ta cũng là thành viên của ban cố vấn tài chính thế lực có căn cứ ở Washington, Nhóm 13, và là thành viên trong Viện Peterson, tăng duy nổi tiếng ở Washington, D.C.
Ngày 11.6.2008 Balcerowicz được bổ nhiệm làm chủ tịch viện Bruegel, một tăng duy của châu Âu .

## Kế hoạch Balcerowicz
Kế hoạch Balcerowicz là một loạt cải cách, tìm cách chấm dứt tình trạng siêu lạm phát và cân bằng ngân sách quốc gia. Giá của phần lớn các hàng hóa tiêu dùng được thả nổi và hạn chế việc tăng lương hàng năm cho công nhân viên chức trong khu vực nhà nước. Đơn vị tiền Ba Lan, đồng Złoty được làm cho có thể hoán đổi trong phạm vi biên giới quốc gia. Điều đó dẫn tới kết quả là một sự tăng giá đáng kể, buộc các công ty, xí nghiệp của nhà nước phải trở nên đủ khả năng cạnh tranh, chung qui là một cú sốc thực sự cho nền kinh tế Ba Lan.
Các cải cách này gây ra nhiều tranh cãi và biến Balcerowicz thành một mục tiêu cho các chỉ trích gay gắt. Mặt khác, nhiều kinh tế gia đồng ý là nếu không có liệu pháp gây sốc này, cái hy sinh lợi ích ngắn hạn cho sự tăng trưởng dài hạn, thì Ba Lan sẽ trở nên một nước nghèo hơn. Tỷ dụ, mức tăng trưởng hàng năm của Ba Lan giữa năm 1989 và năm 2000 là một trong các mức cao nhất của mọi nền kinh tế hậu-Cộng sản.

## Các bằng tiến sĩ danh dự
- 1993 Đại học Aix-en-Provence[2],  Pháp
- 1994 Đại học Sussex[2],  Vương quốc Anh
- 1996 Đại hợc DePaul[2],  Hoa Kỳ
- 1998:
  - Đại học Szczecin[2],  Ba Lan
  - Đại học Nicolaus Copernicus ở Toruń[2],  Ba Lan
  - Đại học Staffordshire[2],  Vương quốc Anh
  - Đại học Dundee[2],  Vương quốc Anh
- 1999 Đại học Kinh tế Bratislava[2],  Slovakia
- 2001 Đại học châu Âu Viadrina[3],  Đức
- 2002:
  - Đại học Pacific[3],  Peru
  - Đại học Iaşi[4],  România
- 2004 Đại học Duisburg[3],  Đức
- 2006:
  - Đại học Kinh tế Katowice[4],  Ba Lan
  - Đại học Kinh tế Poznań[5],  Ba Lan
  - Đại học Kinh tế Wrocław[6],  Ba Lan
  - Đại học Gdańsk[7],  Ba Lan
- 2007 Trường Kinh tế Warsaw[8],  Ba Lan
- 2008:
  - Đại học Warsaw[9],  Ba Lan
  - Đại học New South Wales[10],  Úc